# Samhan

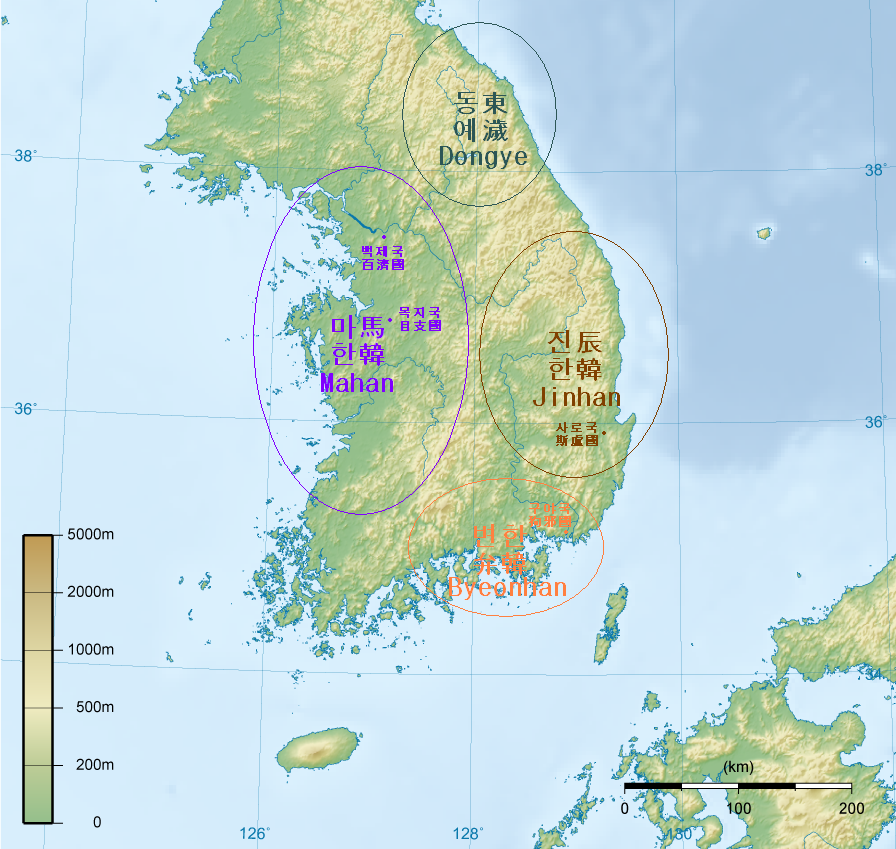
Samhan

Samhan, o Tre Han, è il nome collettivo delle confederazioni di Byeonhan, Jinhan e Mahan, le quali emersero nel I secolo d.C. durante il periodo dei Proto-Tre Regni di Corea, o Samhan. Ubicata nelle regioni centrale e meridionale della penisola coreana, la confederazione di Samhan successivamente si sviluppò nei regni di Baekje e Silla e nella confederazione di Gaya.
Si pensa che i Samhan si siano formati attorno al periodo della caduta di Gojoseon nel nord della Corea nel 108 a.C. Il Samguk sagi di Kim Bu-sik, uno dei due libri rappresentativi di storia coreana, menziona che il popolo di Jinhan era formato da migranti di Gojoseon, che suggerisce che le prime tribù Han che arrivarono nel sud della penisola coreana fossero originariamente persone di Gojoseon; questo coincide con lo stato di Jin nel sud della Corea, scomparso secondo i documenti scritti. A partire dal IV secolo, Mahan fu completamente assorbita nel regno di Baekje, Jinhan in quello di Silla e Byeonhan nella confederazione di Gaya, più tardi annessa a Silla.
A partire dal VII secolo, il nome Samhan divenne sinonimo dei Tre Regni di Corea. Gli "Han" nei nomi dell'Impero coreano, Daehan Jeguk, e della Repubblica di Corea (Corea del Sud), Daehan Minguk o Hanguk, fanno riferimento ai Tre Regni, non alle antiche confederazioni nel sud della penisola.

## Etimologia
Sam (三) è una parola sinocoreana che significa "tre" e Han è una parola coreana che significa "grande, largo, molto". Han fu traslitterato nei caratteri cinesi 韓, 漢, 幹 o 刊, ma i linguisti stranieri credono che non sia legato alla popolazione Han e ai regni cinesi Han (漢) e Han (韓). La parola Han si trova altresì in molte parole coreane quali Hangawi (한가위) — termine arcaico nativo coreano per Chuseok (秋夕, 추석), Hangaram (한가람) — termine arcaico nativo coreano per il fiume Han (漢江, 한강), Hanbat (한밭) — nome originale in nativo coreano del luogo in cui sorge Daejeon (大田, 대전), hanabi (하나비) — termine dell'era Joseon per "nonno; uomo anziano". Ma significa sud, Byeon significa splendente e Jin significa est.
Molti storici hanno suggerito che la parola Han potrebbe essere stata pronunciata Gan o Kan. La lingua di Silla usava questa parola per re o governatori, come si può rintracciare nelle parole 마립간 (麻立干; Maripgan) e 거서간 / 거슬한 (居西干 / 居瑟邯; Geoseogan / Geoseulhan). Alexander Vovin suggerisce che questa parola sia legata al mongolo Khan e mancese Han che significa governante, e l'origine è da ricercarsi in Xiongnu e nelle Lingue ienisseiane.

### Uso del termine
Secondo il Samguk sagi e il Samguk yusa, Silla implementò una politica nazionale, "Unificazione di Samhan" (삼한일통?, 三韓一統?), per integrare i rifugiati di Baekje e Goguryeo. Nel 1982, una pietra miliare fatta risalire al 686 fu scoperta a Cheongju con un'iscrizione: "I Tre Han furono unificati e il dominio fu espanso". Durante il periodo di Silla unificato, i concetti di Samhan come le antiche confederazioni e i Tre Regni furono fusi. In una lettera a un tutore imperiale della dinastia Tang, Ch'oe Ch'i-wŏn equiparò Byeonhan a Baekje, Jinhan a Silla e Mahan a Goguryeo. Dal periodo Goryeo, Samhan divenne un nome comune per riferirsi a tutta la Corea. Nelle Dieci Ingiunzioni tramandate ai suoi discendenti, Wang Geon dichiarò che aveva unificato i Tre Han (Samhan), riferendosi ai Tre Regni di Corea. Samhan continuò ad essere un nome comune per la Corea durante il periodo Joseon e fu ampiamente utilizzato negli Annali della dinastia Joseon.
In Cina, i Tre Regni di Corea erano collettivamente chiamati Samhan dall'inizio del VII secolo. L'uso del nome Samhan per indicare i Tre Regni di Corea divenne di uso comune durante la dinastia Tang. Goguryeo era alternativamente chiamata Mahan dalla dinastia Tang, come evidenziato da un documento di Tang che chiamava i generali di Goguryeo "capi di Mahan" (마한추장?, 馬韓酋長?) nel 645. Nel 651, l'imperatore Gaozong di Tang mandò un messaggio al re di Baekje riferendosi ai Tre Regni di Corea come Samhan. Epitaffi della dinastia Tang, inclusi quelli appartenenti a rifugiati di Baekje, Goguryeo e Silla, chiamano i Tre Regni di Corea "Samhan", soprattutto Goguryeo. Per esempio, l'epitaffio di Go Hyeon (고현?, 高玄?), un generale della dinastia Tang con origini di Goguryeo che morì nel 690, si definisce un "uomo di Liaodong Samhan" (요동 삼한인?, 遼東 三韓人?). La Storia dei Liao equipara Byeonhan a Slla, Jinhan a Buyeo e Mahan a Goguryeo.
Nel 1897, Gojong cambiò il nome di Joseon in Impero coreano, Daehan Jeguk, in riferimento ai Tre Regni di Corea. Nel 1919, il governo provvisorio della Repubblica di Corea in esilio durante la occupazione giapponese dichiarò che il nome della Corea come Repubblica di Corea era Daehan Minguk, in riferimento ai Tre Regni.

## I Tre Han
I Samhan sono generalmente considerati confederazioni di città-stato. Ognuno pare aver avuto una élite alla guida, il cui potere era un mix di politica e sciamanesimo. Sebbene ogni stato pare avesse il proprio governatore, non c'è evidenza di una successione sistematica.
Mahan fu la più larga e la prima a svilupparsi delle tre confederazioni, fondata da Jun di Gojoseon, il quale, avendo perso il trono in favore di Wiman, scappò nello Stato di Jin nella Corea meridionale attorno al 194-180 a.C. Consisteva di 54 staterelli minori, uno dei quali conquistò o assorbì gli altri e divenne il centro del regno di Baekje. Si pensa solitamente che Mahan fosse collocata nel sudovest della penisola coreana, coprendo Jeolla, Chungcheong e parti di Gyeonggi.
Per determinato tempo i capi di Mahan continuarono a chiamare sé stessi "re di Jin", affermando così il proprio potere su tutte le confederazioni Samhan. Il nome stesso dello Stato di Jin, infatti, continuò ad essere usato nel nome della confederazione di Jinhan e nel nome "Byeonjin", termine alternativo per indicare Byeonhan.
Jinhan consisteva di 12 staterelli, uno dei quali conquistò o assorbì gli altri e divenne il centro del regno di Silla. Si pensa solitamente che fosse collocata ad est della valle del fiume Nakdong.
Byeonhan consisteva di 12 staterelli, che successivamente formarono la confederazione di Gaya, poi annessa da Silla. Si pensa solitamente che fosse collocata a sud e a ovest della valle del fiume Nakdong.

## Geografia
I territori esatti occupati dalle varie confederazioni Samhan sono oggetto di disputa. Altresì è presumibile che i loro confini cambiarono nel tempo. Il Samguk sagi indica che Mahan era localizzata nella regione settentrionale successivamente occupata da Goguryeo, Jinhan nella regione successivamente occupata da Silla e Byeonhan nella regione a sudovest successivamente occupata da Baekje. In ogni caso, le antiche Cronache dei Tre Regni cinesi collocano Mahan a sudovest, Jinhan a sudest e Byeonhan tra di esse.
I villaggi erano usualmente costruiti nelle valli di alta montagna, dove erano relativamente al sicuro da attacchi. Le fortezze montane erano altresì spesso costruite al fine di fungere da rifugio durante le guerre. Si considera solitamente che gli Stati minori che formarono le federazioni coprissero un territorio pari ad un odierno myeon o municipalità.
Basandosi su dati storici e archeologici, le tratte via fiume e via mare sembrano essere state alla base dei primi trasporti e commerci a lunga distanza. Jinhan e Byeonhan, data la loro posizione quanto a coste e fiumi, divennero particolarmente promettenti nel commercio internazionale in questo periodo.

## Lingue
Le lingue di Samhan (Coreano: 삼한어; 三韓語) erano una branca delle antiche lingue coreaniche, in riferimento alle lingue coreaniche non parlate a Buyeo, un tempo parlate nella Corea meridionale, che erano imparentate con le lingue Buyeo.
Le lingue Samhan erano parlate a Mahan, Byeonhan e Jinhan. L'estensione delle lingue Han non è chiara: generalmente si ritengono parte di esse il sillano e la lingua parlata a Baekje. Un certo numero di ricercatori ha suggerito che gli abitanti di Baekje potessero essere bilingui, con la classe governante che parlava una lingua Buyeo e gli abitanti comuni che parlavano una lingua Han.
Evidenze linguistiche suggeriscono che le lingue nipponiche (in particolare le lingue nipponiche peninsulari) fossero parlate in svariate parti del sud della penisola coreana, ma i suoi parlanti furono assimilati a parlanti di lingue coreaniche e le lingue furono soppiantate. Altresì è evidente che le lingue nipponiche peninsulari e coreaniche coesisterono nel sud della penisola coreana per un lungo periodo di tempo e si influenzarono a vicenda. Come venne suggerito per il tardo regno coreano di Baekje, è possibile che gli Stati Samhan fossero bilingui prima del completo rimpiazzamento del nipponico peninsulare con le lingue coreaniche.

## Tecnologia
I Samhan videro la sistematica introduzione del ferro nel sud della penisola coreana. Questo fu lavorato con particolare intensità da Byeonhan nella valle del fiume Nakdong, in cui furono prodotte e esportate armi e munizioni in ferro per tutta l'Asia del nordest.
L'introduzione della tecnologia del ferro facilitò la crescita nell'agricoltura, siccome gli strumenti in ferro permisero un disboscamento e una coltivazione della terra molto più semplice. Pare che all'epoca l'area dell'odierna Jeolla emerse come centro di produzione del riso.

## Relazioni
Prima della nascita di Goguryeo, le relazioni esterne di Samhan erano pesantemente limitate dalle comanderie cinesi presenti nel precedente territorio di Gojoseon. La più duratura di queste, la comanderia di Lelang, pare abbia mantenuto relazioni diplomatiche separate con ogni Stato individuale invece che con i capi delle confederazioni.
All'inizio, la relazione era un sistema politico di commercio in cui "tributi" erano scambiati per titoli o regali di prestigio. Sigilli ufficiali identificavano l'autorità di ogni capo tribale per commerciare con le comanderie. In ogni caso, dopo la caduta del regno di Wei nel III secolo, le Cronache dei Tre Regni riportarono che la comanderia di Lelang distribuiva sigilli ufficiali gratuitamente ai comuni cittadini locali, non dando più quindi loro un simbolo di autorità politica.
Le comanderie cinesi altresì fornivano beni preziosi e consumavano prodotti locali. Le monete più recenti della dinastia Han si trovano in tutta la penisola coreana. Queste erano scambiate per ferro locale o seta grezza. Dopo il II secolo d.C., giacché l'influenza cinese svanì, lingotti di ferro divennero di uso comune come valuta per il commercio tra Byeonhan e Jinhan.
Relazioni commerciali già esistevano con gli Stati emergenti del Giappone all'epoca, spesso come scambi di bronzi ornamentali giapponesi e ferro coreano. Queste relazioni commerciali cambiarono nel III secolo, quando la federazione Yamatai di Kyūshū ottenne un controllo monopolistico sul commercio giapponese con Byeonhan.